# دنغل (غرمخان)
دنغل (بالفارسية: دنگل) هي قرية تقع في إيران في قسم غرمخان الريفي. يقدر عدد سكانها بـ 157 نسمة بحسب إحصاء 2016.